# Lijst van rijksmonumenten in Kockengen
De plaats Kockengen telt 35 inschrijvingen in het rijksmonumentenregister. Hieronder een overzicht.
| Object | Oorspronkelijke functie?  | Bouwjaar                    | Architect | Locatie                | Coördinaten?                 | Nr.?   | Afbeelding                                                                |
| --- | ------------------------- | --------------------------- | --------- | ---------------------- | ---------------------------- | ------ | ------------------------------------------------------------------------- |
| Vrijstaand bakstenen woonhuis onder schilddak met hoekschoorstenen                                                                  | Woonhuis                  |                             |           | Heicop 9               | 52° 8' 52" NB, 4° 56' 56" OL | 23687  | Meer afbeeldingen                                                         |
| Drie aaneengebouwde woningen onder rieten dak, bekappingen opgewipt boven zolderlichten                                             | Woonhuis                  |                             |           | Heicop 18              | 52° 8' 53" NB, 4° 56' 54" OL | 23688  | Meer afbeeldingen                                                         |
| Pand onder met riet gedekt afgewolfd zadeldak                                                                                       | Woonhuis                  |                             |           | Heicop 19              | 52° 8' 53" NB, 4° 56' 54" OL | 23689  | Meer afbeeldingen                                                         |
| Achterste gedeelte van het pand Heicop 19, onder met riet gedekt wolfsdak                                                           | Woonhuis                  | 17e of 18e eeuw (oorsprong) |           | Kerkplein 1            | 52° 8' 53" NB, 4° 56' 54" OL | 23690  | Achterste gedeelte van het pand Heicop 19, onder met riet gedekt wolfsdak |
| Nederlands Hervormde Kerk | Kerk en kerkonderdeel     | 15e eeuw                    |           | Kerkplein 9            | 52° 8' 53" NB, 4° 56' 52" OL | 23691  | Nederlands Hervormde Kerk                                                 |
| Toren van de Nederlands Hervormde Kerk                                                                                              | Kerk en kerkonderdeel     | 15e eeuw, 1635 hersteld     |           | Kerkplein bij 9        | 52° 8' 53" NB, 4° 56' 51" OL | 23692  | Meer afbeeldingen                                                         |
| Boerderij, langhuis met riet gedekt                                                                                                 | Boerderij                 |                             |           | Korte Kerkweg 3        | 52° 8' 53" NB, 4° 56' 56" OL | 23693  | Meer afbeeldingen                                                         |
| Lange woning met rechte gootlijst                                                                                                   | Woonhuis                  | 18e eeuw                    |           | Nieuwstraat 2          | 52° 8' 55" NB, 4° 56' 52" OL | 23694  | Lange woning met rechte gootlijst                                         |
| Pand met topgevel, houten deuromlijsting, getande lijst                                                                             | Werk-woonhuis             | eind 18e eeuw               |           | Nieuwstraat 3          | 52° 8' 54" NB, 4° 56' 52" OL | 23695  | Pand met topgevel, houten deuromlijsting, getande lijst                   |
| Pand met dubbele trapgevel | Woonhuis                  | 17e eeuw                    |           | Nieuwstraat 20         | 52° 8' 54" NB, 4° 56' 49" OL | 23696  | Meer afbeeldingen                                                         |
| Boerderij met voorhuis voorzien van korbelen en bewerkte sleutelstukken                                                             | Boerderij                 | eerste helft 19e eeuw       |           | Portengen 13           | 52° 8' 46" NB, 4° 58' 24" OL | 23697  | Meer afbeeldingen                                                         |
| Café t gemeentehuis' met topgevel, opengewerkte daklijst                                                                            | Horeca                    | 19e eeuw                    |           | Voorstraat 13          | 52° 8' 52" NB, 4° 56' 51" OL | 23698  | Meer afbeeldingen                                                         |
| Woning met rieten dak, opgewipte daklijst, dakvenster                                                                               | Woonhuis                  | 18e eeuw                    |           | Voorstraat 14          | 52° 8' 52" NB, 4° 56' 51" OL | 23699  | Meer afbeeldingen                                                         |
| Geelgepleisterde lage woning | Woonhuis                  | 18e eeuw                    |           | Voorstraat 15          | 52° 8' 53" NB, 4° 56' 51" OL | 23700  | Meer afbeeldingen                                                         |
| Lage woning met doorgang naar de kerk, mansardedak                                                                                  | Woonhuis                  | 19e eeuw                    |           | Voorstraat 16          | 52° 8' 53" NB, 4° 56' 50" OL | 23701  | Meer afbeeldingen                                                         |
| Laag pand met rechte kroonlijst | Woonhuis                  | 18e eeuw                    |           | Voorstraat 17          | 52° 8' 53" NB, 4° 56' 50" OL | 23702  | Meer afbeeldingen                                                         |
| Laag pand met rechte kroonlijst | Woonhuis                  | 18e eeuw                    |           | Voorstraat 18          | 52° 8' 53" NB, 4° 56' 50" OL | 23703  | Meer afbeeldingen                                                         |
| Pakhuis onder zadeldak | Opslag                    |                             |           | Voorstraat 22          | 52° 8' 55" NB, 4° 56' 48" OL | 23704  | Meer afbeeldingen                                                         |
| Lage woning | Woonhuis                  | begin 19e eeuw              |           | Voorstraat 34          | 52° 8' 56" NB, 4° 56' 47" OL | 23705  | Meer afbeeldingen                                                         |
| R.K. pastorie | Kerkelijke dienstwoning   |                             |           | Voorstraat 25          | 52° 8' 55" NB, 4° 56' 49" OL | 23706  | Meer afbeeldingen                                                         |
| Laag gepleisterd huis, houten deuromlijsting                                                                                        | Woonhuis                  | 18e eeuw                    |           | Voorstraat 26          | 52° 8' 55" NB, 4° 56' 47" OL | 23707  | Meer afbeeldingen                                                         |
| Pand met gepleisterde topgevel | Woonhuis                  | 18e eeuw                    |           | Voorstraat 27          | 52° 8' 56" NB, 4° 56' 47" OL | 23708  | Meer afbeeldingen                                                         |
| 'Nabij', boerderij, dwarshuis, gepleisterd                                                                                          | Boerderij                 | 18e eeuw                    |           | Wagendijk 12           | 52° 8' 37" NB, 4° 57' 6" OL  | 23709  | Meer afbeeldingen                                                         |
| Kockengense Molen | Industrie- en poldermolen | 1675                        |           | Wagendijk 15           | 52° 8' 34" NB, 4° 56' 49" OL | 23710  | Meer afbeeldingen                                                         |
| Boerderij, langhuistype, gepleisterd, rieten dak, annex bijgebouwtje                                                                | Boerderij                 | 18e eeuw                    |           | Wagendijk 16           | 52° 8' 40" NB, 4° 57' 4" OL  | 23711  | Meer afbeeldingen                                                         |
| Lage gevel met rechte kroonlijst en uitbouw                                                                                         | Woonhuis                  | 18e eeuw                    |           | Wagendijk 29A          | 52° 8' 47" NB, 4° 56' 54" OL | 23712  | Lage gevel met rechte kroonlijst en uitbouw                               |
| Boerderij "Aan-Dorp" | Boerderij                 | 18e eeuw                    |           | Wagendijk 30           | 52° 8' 48" NB, 4° 56' 54" OL | 23713  | Meer afbeeldingen                                                         |
| Lage woning met zadeldak in topgevels eindigend                                                                                     | Woonhuis                  | 18e eeuw                    |           | Wagendijk 36           | 52° 8' 49" NB, 4° 56' 53" OL | 23714  | Meer afbeeldingen                                                         |
| Laag rechthoekig huis | Woonhuis                  | aanvang 19e eeuw            |           | Wagendijk 42           | 52° 8' 51" NB, 4° 56' 51" OL | 23715  | Meer afbeeldingen                                                         |
| Pand met lijstgevel onder zadeldak, in topgevels eindigend, houten deuromlijsting                                                   | Woonhuis                  | 18e eeuw                    |           | Wagendijk 44           | 52° 8' 51" NB, 4° 56' 51" OL | 23716  | Meer afbeeldingen                                                         |
| Boerderij met dwarsvoorhuis, genaamd aan-dorp                                                                                       | Woonhuis                  | 18e eeuw                    |           | Wagendijk 45, 46 en 47 | 52° 8' 51" NB, 4° 56' 51" OL | 23717  | Meer afbeeldingen                                                         |
| Langgerekte schuur met topgevel | Boerderij                 | 18e eeuw                    |           | Wagendijk 50A          | 52° 8' 52" NB, 4° 56' 49" OL | 23718  | Langgerekte schuur met topgevel                                           |
| Boerderij, langhuistype, rieten dak                                                                                                 | Boerderij                 | 18e eeuw                    |           | Wagendijk 55           | 52° 8' 56" NB, 4° 56' 44" OL | 23719  | Meer afbeeldingen                                                         |
| Spengense Molen | Industrie- en poldermolen | 1841                        |           | Wagendijk bij 70       | 52° 9' 39" NB, 4° 56' 6" OL  | 23720  | Meer afbeeldingen                                                         |
| Boerderij 'Groenlust', van het type dwarshuisboerderij, met smeedijzeren hekwerk, stamt uit de eerste helft van de negentiende eeuw | Boerderij                 | 1820-1860                   |           | Korte Kerkweg 1        | 52° 8' 54" NB, 4° 56' 55" OL | 520640 | Meer afbeeldingen                                                         |